# Archer Grand Prix
Der Archer Grand Prix war ein britischer Radsportwettbewerb, der als Eintagesrennen in der Gegend von Chiltern Hills in Südengland veranstaltet wurde.

## Geschichte
Der Archer Grand Prix wurde 1956 begründet. Veranstalter war der Archer Road Club.
Die ersten Rennen fanden im Londoner Stadtteil Hillingdon statt. Der Kurs des Rennens führte später bis zur letzten Austragung um die Chiltern Hills nördlich von London. Nach Problemen mit der Finanzierung des Rennens wurde das Rennen nach 2007 nicht mehr veranstaltet. Einige Jahre war es ein Wettbewerb der UCI-Europa-Tour.

## Sieger
- 1956  Alfred Howling
- 1957  Tony Hall
- 1958  Brian Wiltche
- 1959  Ron Coe
- 1960  Bill Holmes
- 1961  Gilbert Taylor
- 1962  Albert Hitchen
- 1963  Mick Shea
- 1964  Derek Harrison
- 1965  Les West
- 1966  Hugh Porter
- 1967  Dave Rollinson
- 1968  Jan Krekels
- 1969  Martyn Roach
- 1970  Hugo De Haes
- 1971  Richard Jones
- 1972  Jørgen Emil Hansen
- 1973  Jørgen Emil Hansen
- 1974  Vern Hanaray
- 1975  Ryszard Szurkowski
- 1976  Paul Sherwen
- 1977  Paul Sherwen
- 1978  Phil Griffith
- 1979  Jørgen Emil Hansen
- 1980  Jeff Williams
- 1981  Alan Gornall
- 1982  Steve Joughin
- 1983  Mark Bell
- 1984  Mark Walsham
- 1985  Peter Sanders
- 1986  Wayne Randle
- 1987  Steven Farrell
- 1988  Philip Cassidy
- 1989  Steven Farrell
- 1990  Steven Farrell
- 1991  Steven Farrell
- 1992  Peter Longbottom
- 1993  David Williams
- 1994  Paul Curran
- 1995  Chris Newton
- 1996  Gary Baker
- 1997  John Tanner
- 1998  Jon Clay
- 1999  Chris Walker
- 2000  Roger Hammond
- 2001  Gordon McCauley
- 2002  Gordon McCauley
- 2003  David O’Loughlin
- 2004  Julian Winn
- 2005  John Tanner
- 2006  Mariusz Wiesiak
- 2007  Simon Gaywood